# Giovanni Battista Morana
Giovanni Battista Morana (Palermo, 8 novembre 1833 – Cairo, 26 dicembre 1900) è stato un avvocato e politico italiano.
Fu al fianco di Garibaldi nel 1860. Divenne maggiore dell'arma di fanteria dal 27 marzo 1862. Entrò in Parlamento nel 1875. Dapprima molto vicino a Francesco Crispi, negli anni successivi si avvicinerà a Depretis, il quale lo nominerà due volte segretario generale al Ministero dell'Interno (1878-1879; 1884-1887).
Morana, per i suoi atteggiamenti durante l'epidemia di colera del 1884-1885, fu aspramente criticato da più parti, era l'uomo: 
(Un ex funzionario di sanità, La politica sanitaria d'Italia nelle epidemie coleriche 1884-1885, in Nuova Antologia, a. XX (1885), f. XXIV, pp. 639-666, p. 640)
Istituita con decreto ministeriale del 15 febbraio 1895, in Cairo d'Egitto, una deputazione scolastica preposta al governo ed alla vigilanza delle scuole governative e sussidiate ivi esistenti, Morana fece parte della deputazione, nominata a partire dal 10 marzo 1895, come commissario italiano presso la Cassa del debito pubblico egiziano.

## Scritti
- Discorso pronunziato dall’ex-deputato G.B. M. davanti agli elettori del 3º Collegio di Palermo il giorno 29 ottobre 1876 (1876)
- Discorso dell’on. Deputato G. M. ai suoi elettori tenuto in Palermo nella sala Bellini il 25 ottobre 1877 (1877)
- Il colera in Italia negli anni 1884 e 1885. Relazione del Deputato G.B. M. a Agostino Depretis (1885)